# Grand Prix Itálie 2002
Grand Prix Itálie 2002 (LXXIII Gran Premio Vodafone d'Italia), 15. závod 53. ročníku mistrovství světa jezdců Formule 1 a 44. ročníku poháru konstruktérů, historicky již 695. grand prix, se již tradičně odehrála na okruhu v Monze.

## Výsledky

### Kvalifikace
| Pořadí | Číslo | Pilot                | Tým                | Čas      | Odstup |
| ------ | ----- | -------------------- | ------------------ | -------- | ------ |
| 1      | 6     | Juan Pablo Montoya   | Williams - BMW     | 1:20.264 |        |
| 2      | 1     | Michael Schumacher   | Ferrari            | 1:20.521 | +0.257 |
| 3      | 5     | Ralf Schumacher      | Williams - BMW     | 1:20.542 | +0.578 |
| 4      | 2     | Rubens Barrichello   | Ferrari            | 1:20.706 | +0.442 |
| 5      | 16    | Eddie Irvine         | Jaguar - Ford      | 1:21.606 | +1.342 |
| 6      | 4     | Kimi Räikkönen       | McLaren - Mercedes | 1:21.712 | +1.448 |
| 7      | 3     | David Coulthard      | McLaren - Mercedes | 1:21.803 | +1.539 |
| 8      | 17    | Pedro de la Rosa     | Jaguar - Ford      | 1:21.960 | +1.696 |
| 9      | 11    | Jacques Villeneuve   | BAR - Honda        | 1:22.126 | +1.862 |
| 10     | 24    | Mika Salo            | Toyota             | 1:22.318 | +2.054 |
| 11     | 14    | Jarno Trulli         | Renault            | 1:22.383 | +2.119 |
| 12     | 9     | Giancarlo Fisichella | Jordan - Honda     | 1:22.515 | +2.251 |
| 13     | 25    | Allan McNish         | Toyota             | 1:22.521 | +2.257 |
| 14     | 8     | Felipe Massa         | Sauber - Petronas  | 1:22.565 | +2.301 |
| 15     | 7     | Nick Heidfeld        | Sauber - Petronas  | 1:22.601 | +2.337 |
| 16     | 12    | Olivier Panis        | BAR - Honda        | 1:22.645 | +2.381 |
| 17     | 15    | Jenson Button        | Renault            | 1:22.714 | +2.450 |
| 18     | 10    | Takuma Sato          | Jordan - Honda     | 1:23.166 | +2.902 |
| 19     | 23    | Mark Webber          | Minardi - Asiatech | 1:23.794 | +3.130 |
| 20     | 22    | Alex Yoong           | Minardi - Asiatech | 1:25.111 | +4.487 |

### Závod
| Pořadí | Číslo | Jezdec               | Tým              | Kola | Čas/odstoupení | Start | Body |
| ------ | ----- | -------------------- | ---------------- | ---- | -------------- | ----- | ---- |
| 1      | 2     | Rubens Barrichello   | Ferrari          | 53   | 1:16:19.982    | 4     | 10   |
| 2      | 1     | Michael Schumacher   | Ferrari          | 53   | +0.255         | 2     | 6    |
| 3      | 16    | Eddie Irvine         | Jaguar-Cosworth  | 53   | +52.579        | 5     | 4    |
| 4      | 14    | Jarno Trulli         | Renault          | 53   | +58.219        | 11    | 3    |
| 5      | 15    | Jenson Button        | Renault          | 53   | +1:07.770      | 17    | 2    |
| 6      | 12    | Olivier Panis        | BAR-Honda        | 53   | +1:08.491      | 16    | 1    |
| 7      | 3     | David Coulthard      | McLaren-Mercedes | 53   | +1:09.047      | 7     |      |
| 8      | 9     | Giancarlo Fisichella | Jordan-Honda     | 53   | +1:10.891      | 12    |      |
| 9      | 11    | Jacques Villeneuve   | BAR-Honda        | 53   | +1:21.068      | 9     |      |
| 10     | 7     | Nick Heidfeld        | Sauber-Petronas  | 53   | +1:22.046      | 15    |      |
| 11     | 24    | Mika Salo            | Toyota           | 52   | +1 kolo        | 10    |      |
| 12     | 10    | Takuma Sato          | Jordan-Honda     | 52   | +1 kolo        | 18    |      |
| 13     | 22    | Alex Yoong           | Minardi-Asiatech | 47   | +6 kol         | 20    |      |
| Ret    | 6     | Juan Pablo Montoya   | Williams-BMW     | 33   | Šasi           | 1     |      |
| Ret    | 4     | Kimi Räikkönen       | McLaren-Mercedes | 29   | Motor          | 6     |      |
| Ret    | 23    | Mark Webber          | Minardi-Asiatech | 20   | Motor          | 19    |      |
| Ret    | 8     | Felipe Massa         | Sauber-Petronas  | 16   | Kolize         | 14    |      |
| Ret    | 17    | Pedro de la Rosa     | Jaguar-Cosworth  | 15   | Kolize         | 8     |      |
| Ret    | 25    | Allan McNish         | Toyota           | 12   | Zavěšení       | 13    |      |
| Ret    | 5     | Ralf Schumacher      | Williams-BMW     | 4    | Motor          | 3     |      |

## Průběžné pořadí šampionátu
Pohár jezdců
| Pořadí | Jezdec             | Body |
| ------ | ------------------ | ---- |
| 1      | Michael Schumacher | 128  |
| 2      | Rubens Barrichello | 61   |
| 3      | Juan Pablo Montoya | 44   |
| 4      | Ralf Schumacher    | 42   |
| 5      | David Coulthard    | 37   |

Pohár konstruktérů
| Pořadí | Tým              | Body |
| ------ | ---------------- | ---- |
| 1      | Ferrari          | 189  |
| 2      | Williams-BMW     | 86   |
| 3      | McLaren-Mercedes | 57   |
| 4      | Renault          | 20   |
| 5      | Sauber-Petronas  | 11   |